# Atelostomata
Super-ordre
Les Atelostomata forment un super-ordre d'oursins irréguliers.

## Caractéristiques

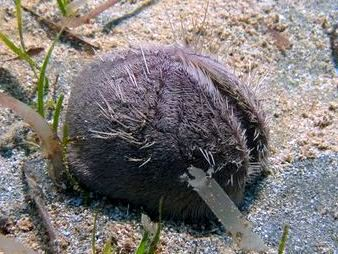
Spatangue pourpre (Spatangus purpureus).

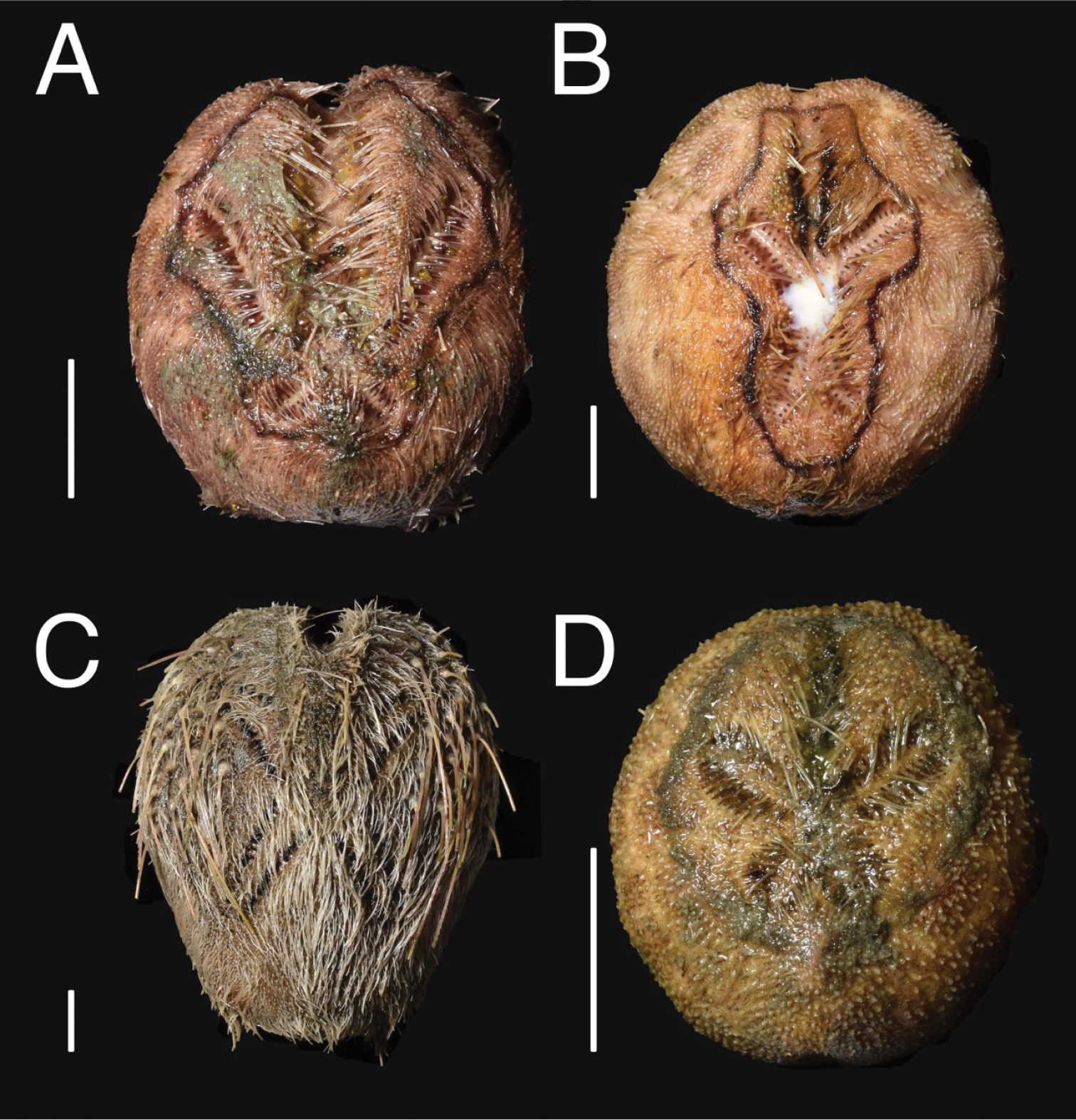
Quatre espèces de spatangues tropicales chalutées conjointement : Brisaster latifrons, Brissopsis luzonica, Lovenia gregalis, Schizaster sp..

Ce sont des oursins irréguliers : ils ne sont pas ronds mais ovoïdes (parfois en forme de cœur bombé), avec la bouche à l'avant et l'anus à l'arrière (au lieu d'être au centre des faces orale et aborale). Ils ont perdu leur appareil masticateur (Lanterne d'Aristote) au cours de l'évolution, car ils se nourrissent en filtrant le sédiment.

## Liste des ordres
Selon World Register of Marine Species (2 octobre 2013) : ___
- ordre Holasteroida (Durham & Melville, 1957)
  - Famille Hemipneustidae (Lambert, 1917) †
  - Sous-ordre Meridosternata (Lovén, 1883)
    - Infra-ordre Cardiasterina †
      - Famille Cardiasteridae Lambert, 1917 †
      - Famille Stegasteridae Lambert, 1917f †

    - Famille Echinocorythidae Wright, 1857 †
    - Famille Holasteridae Pictet, 1857 †
    - Infra-ordre Urechinina
      - Famille Calymnidae Mortensen, 1907
      - Famille Carnarechininae Mironov, 1993
      - Famille Corystusidae Foster & Philip, 1978
      - Famille Plexechinidae Mooi & David, 1996
      - Famille Pourtalesiidae A. Agassiz, 1881
      - Famille Urechinidae Duncan, 1889

  - Famille Pseudholasteridae (Smith & Jeffery, 2000) †
  - Famille Stenonasteridae (Lambert, 1922) †
- ordre Spatangoida (L. Agassiz, 1840)
  - sous-ordre Brissidina Stockley, Smith, Littlewood, Lessios & MacKenzie-Dodds, 2005
    - famille Asterostomatidae Pictet, 1857
    - famille Brissidae Gray, 1855
    - famille Palaeotropidae Lambert, 1896
    - super-famille Spatangidea Fischer, 1966
      - famille Eupatagidae Lambert, 1905
      - famille Eurypatagidae Kroh, 2007
      - famille Loveniidae Lambert, 1905
      - famille Macropneustidae Lambert, 1905
      - famille Maretiidae Lambert, 1905
      - famille Megapneustidae Fourtau, 1905 †
      - famille Spatangidae Gray, 1825

  - famille Hemiasteridae H. L. Clark, 1917
  - sous-ordre Micrasterina Fischer, 1966
    - famille Aeropsidae Lambert, 1896
    - famille Micrasteridae Lambert, 1920a

  - famille Palaeostomatidae Lovén, 1868
  - sous-ordre Paleopneustina Markov & Solovjev, 2001
    - super-famille Paleopneustidea A. Agassiz, 1904
      - famille Paleopneustidae A. Agassiz, 1904
      - famille Pericosmidae Lambert, 1905

    - famille Prenasteridae Lambert, 1905
    - famille Schizasteridae Lambert, 1905
    - Paleopneustina incertae sedis A & B

  - famille Somaliasteridae Wagner & Durham, 1966a †
  - famille Toxasteridae Lambert, 1920a †
- famille Acrolusiidae Mintz, 1968 †
- famille Collyritidae d'Orbigny, 1853 †
- famille Disasteridae Gras, 1848 †
- famille Tithoniidae Mintz, 1968 †

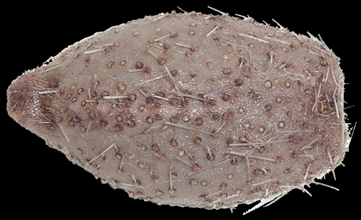
Pourtalesia wandeli, un Pourtalesiidae.
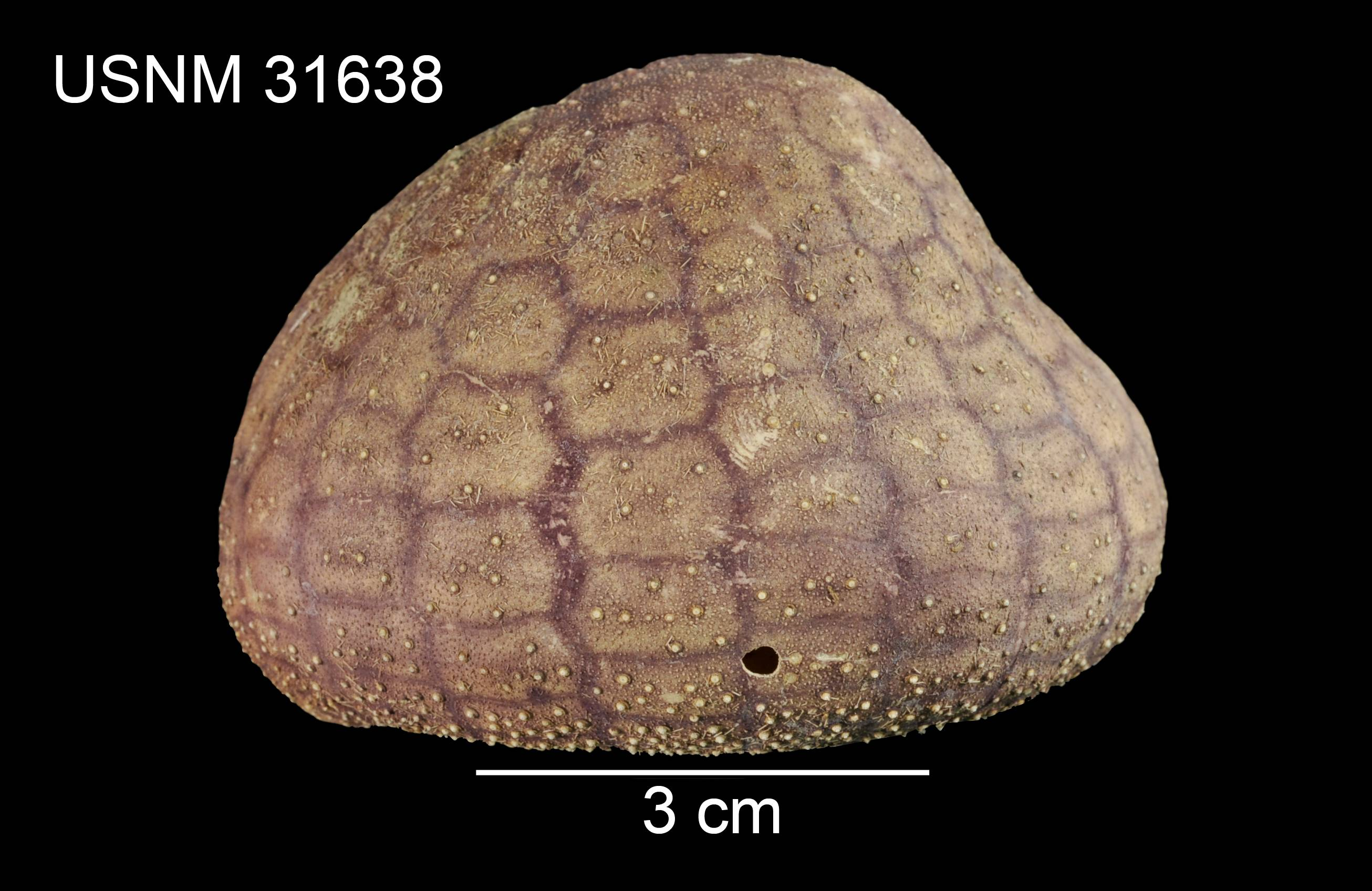
Urechinus reticulatus, un Urechinidae.
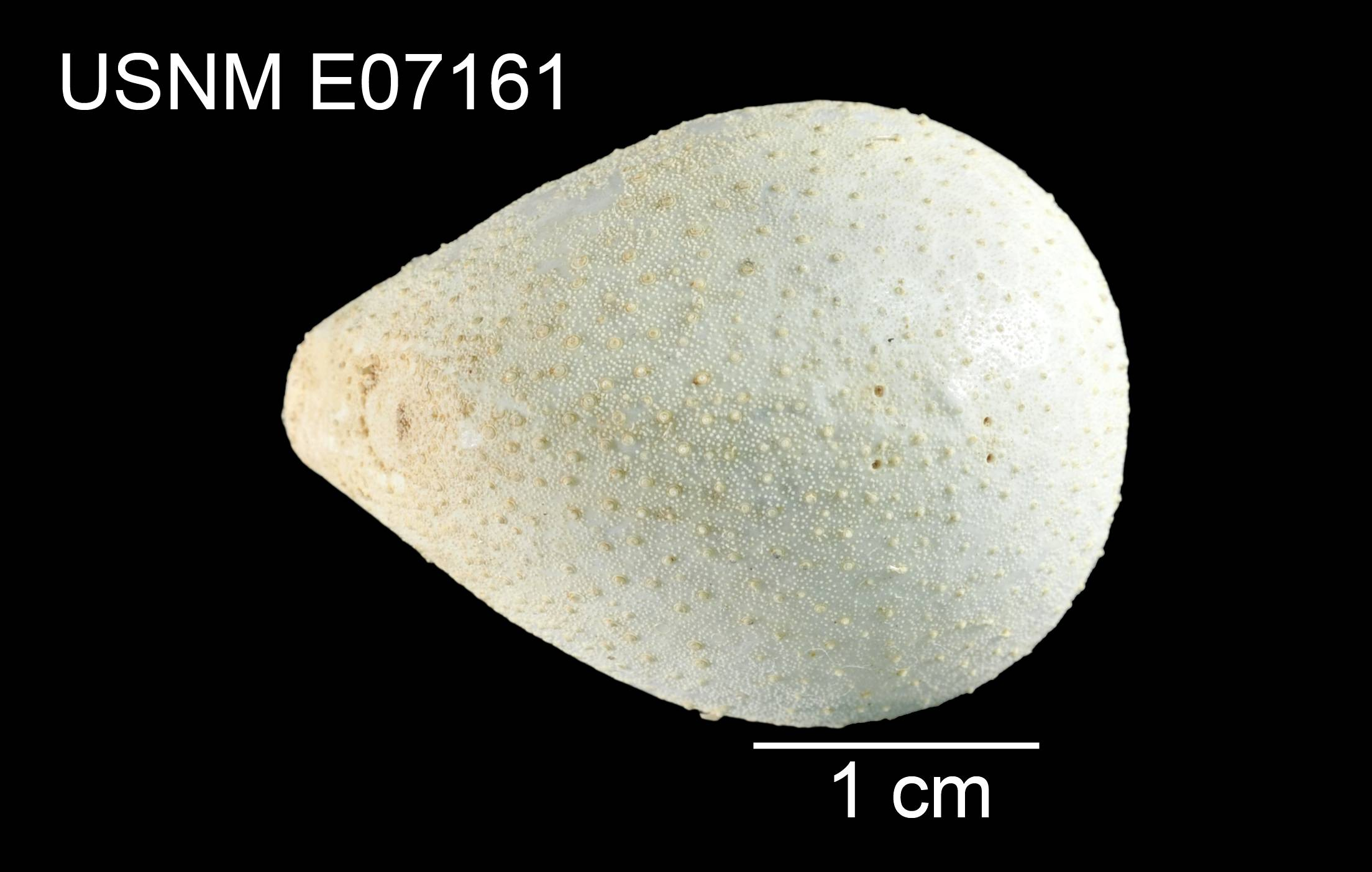
Plexechinus spectabilis, un Plexechinidae.
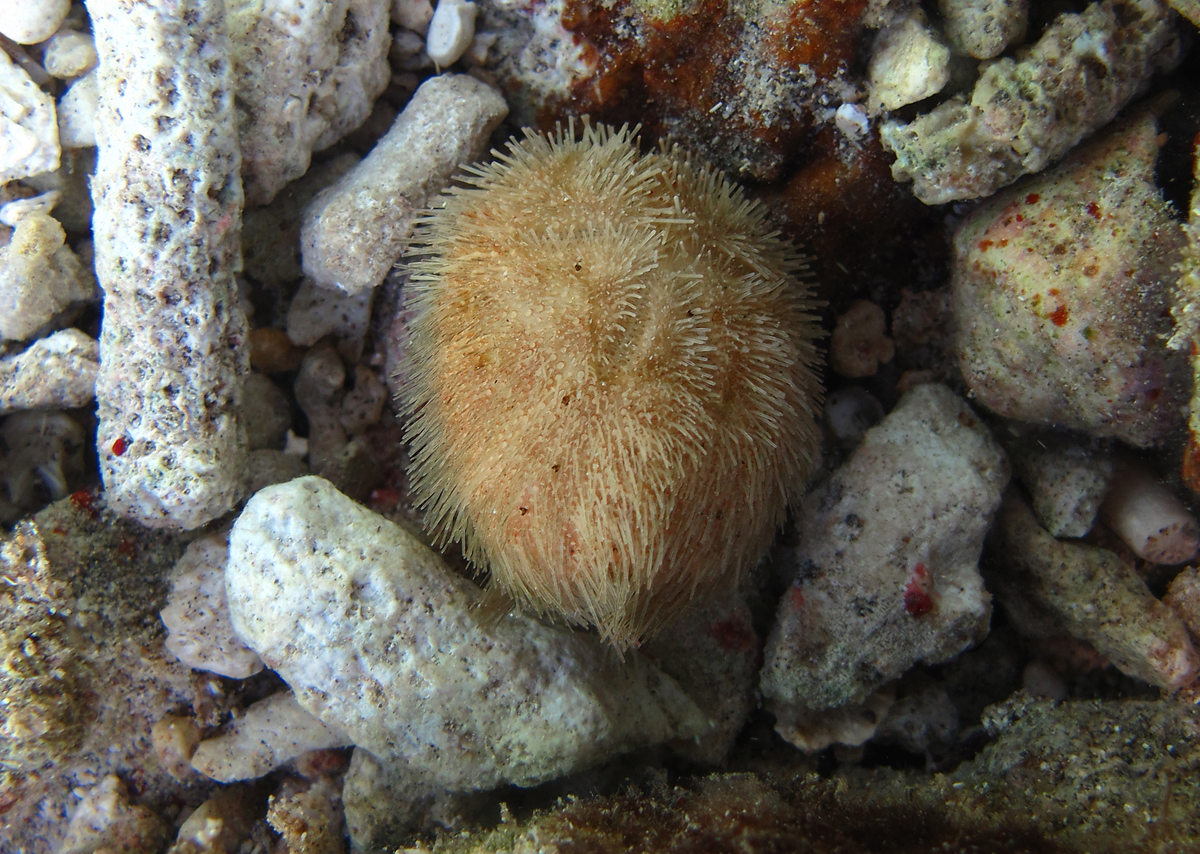
Brissus latecarinatus, un Brissidae
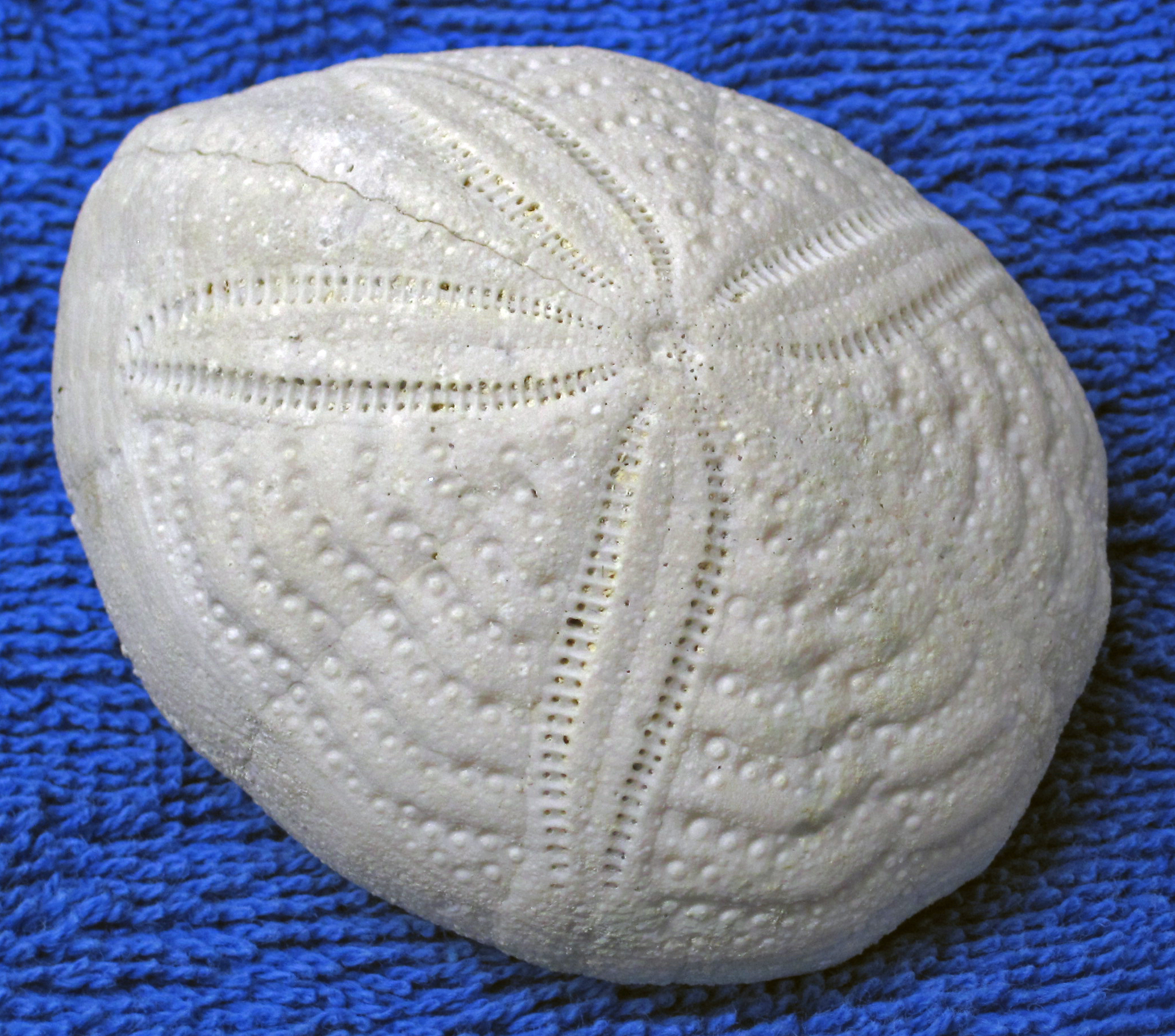
Eupatagus mooreanus, un Eupatagidae
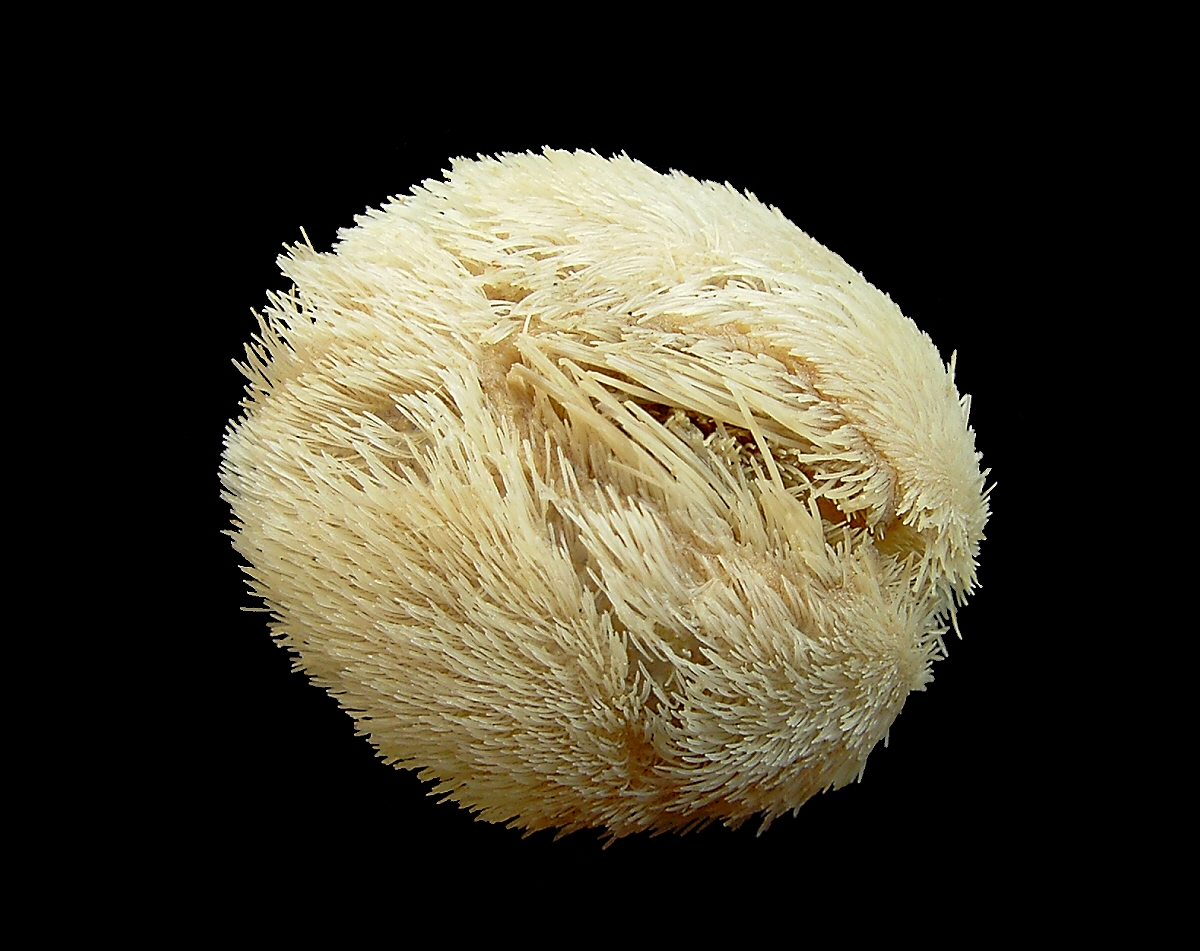
Echinocardium cordatum, un Loveniidae
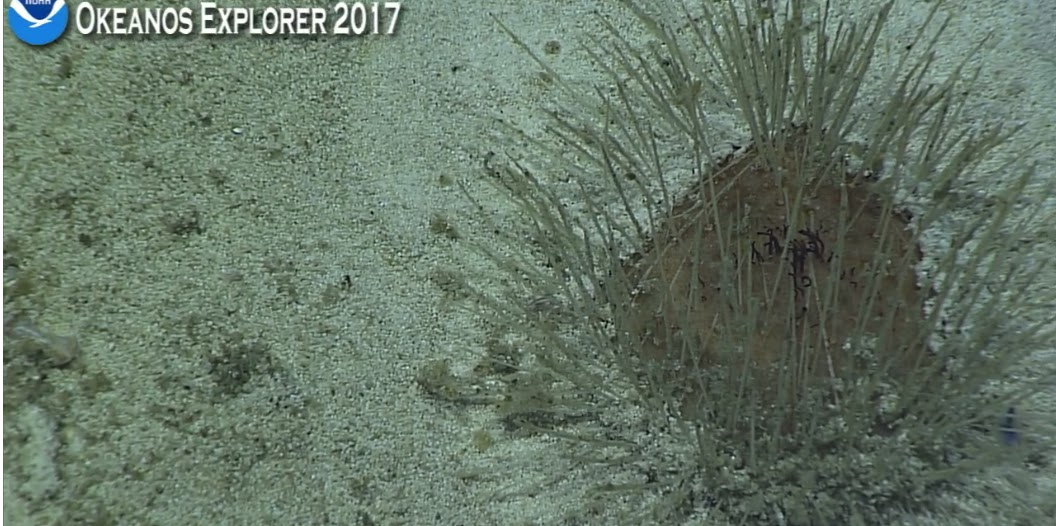
Phrissocystis sp., un Macropneustidae
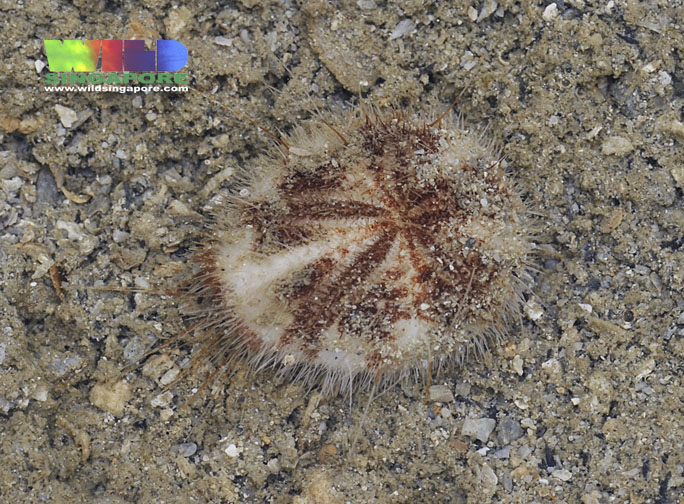
Maretia planulata, un Maretiidae
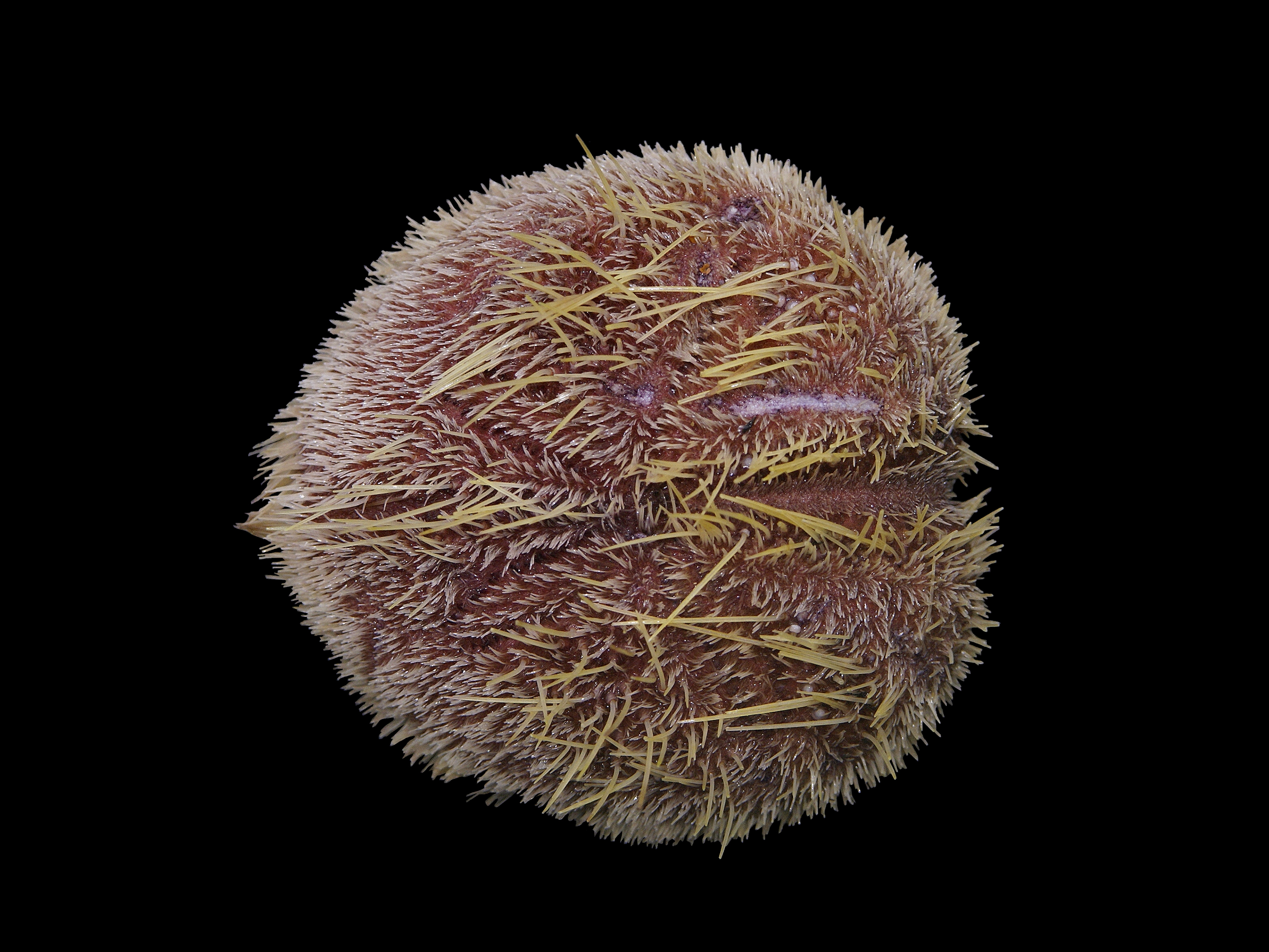
Spatangus purpureus, un Spatangidae vu du dessus
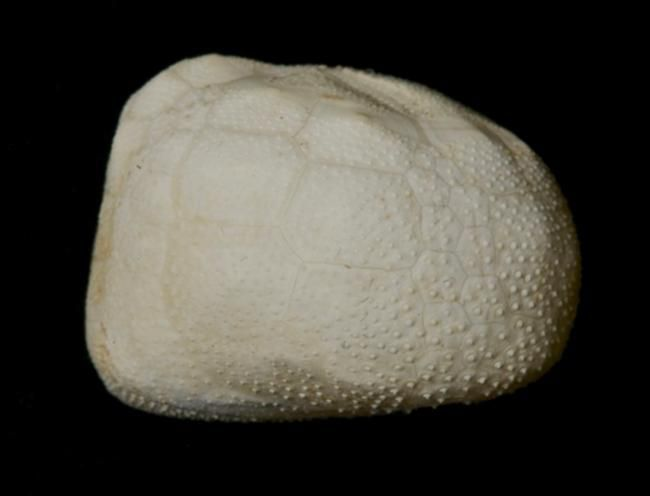
Holanthus expergitus, un Hemiasteridae
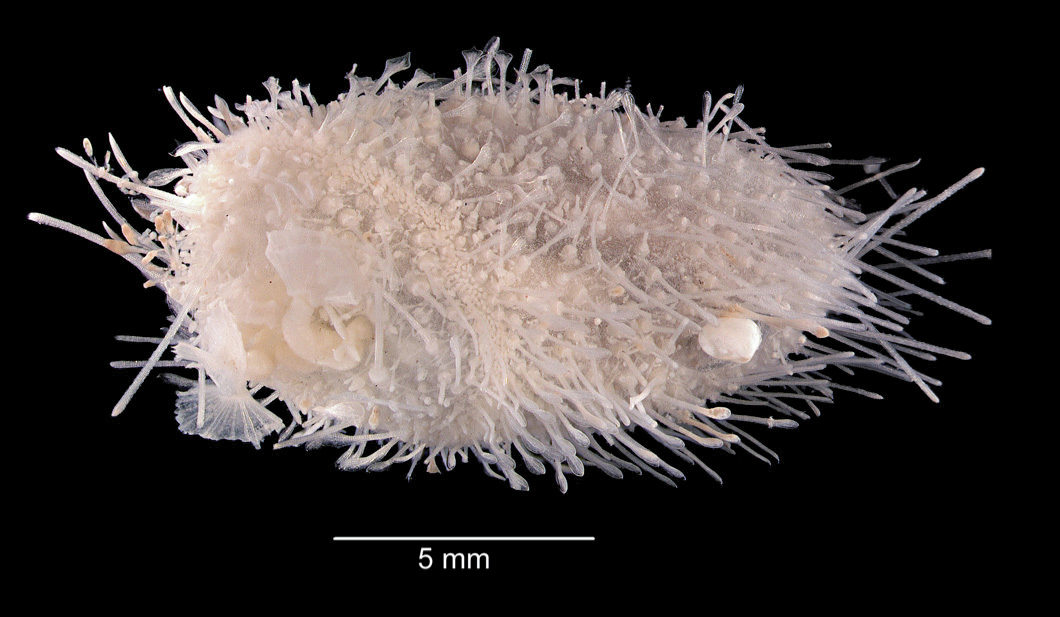
Aeropsis rostrata, un Aeropsidae
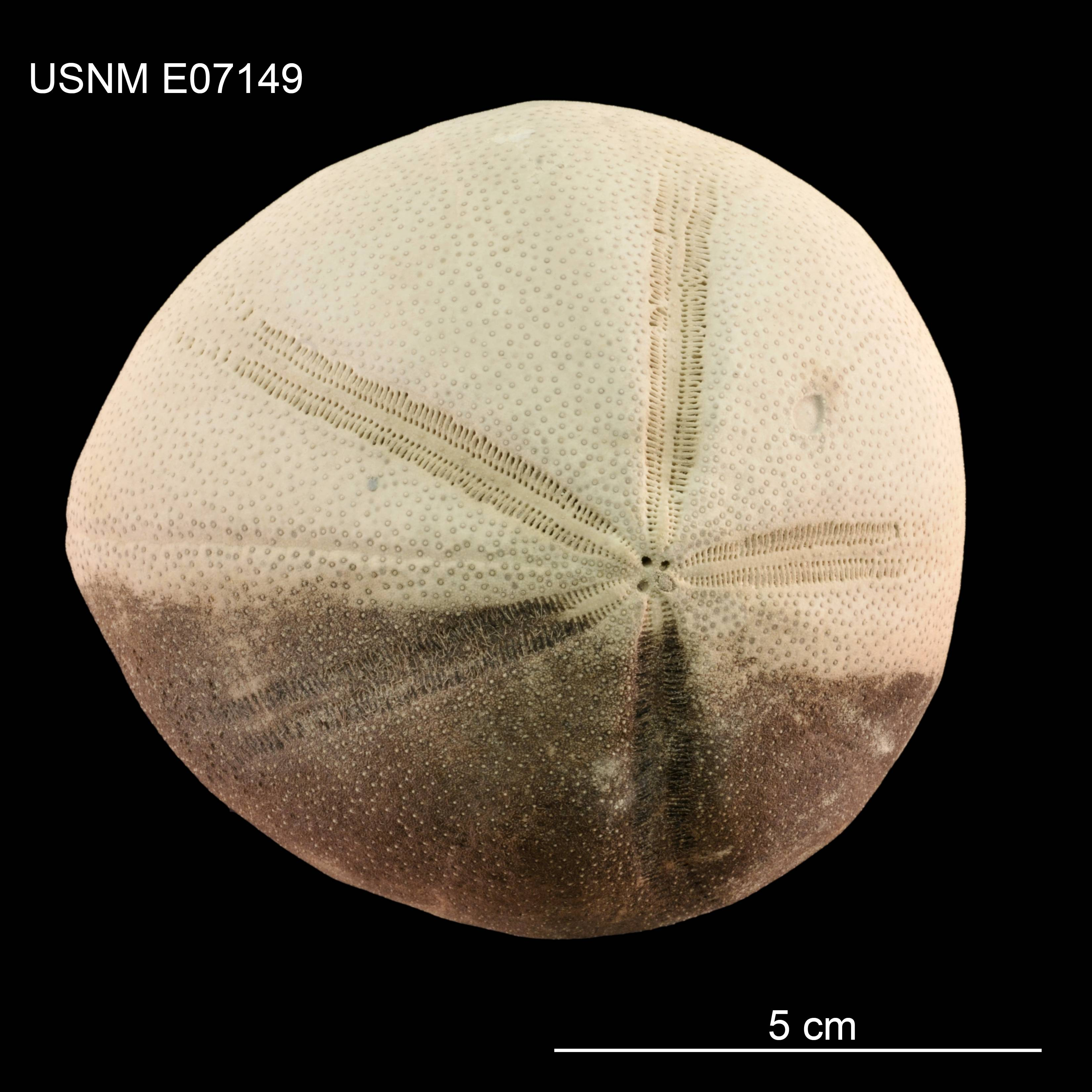
Isopatagus obovatus, un Micrasteridae
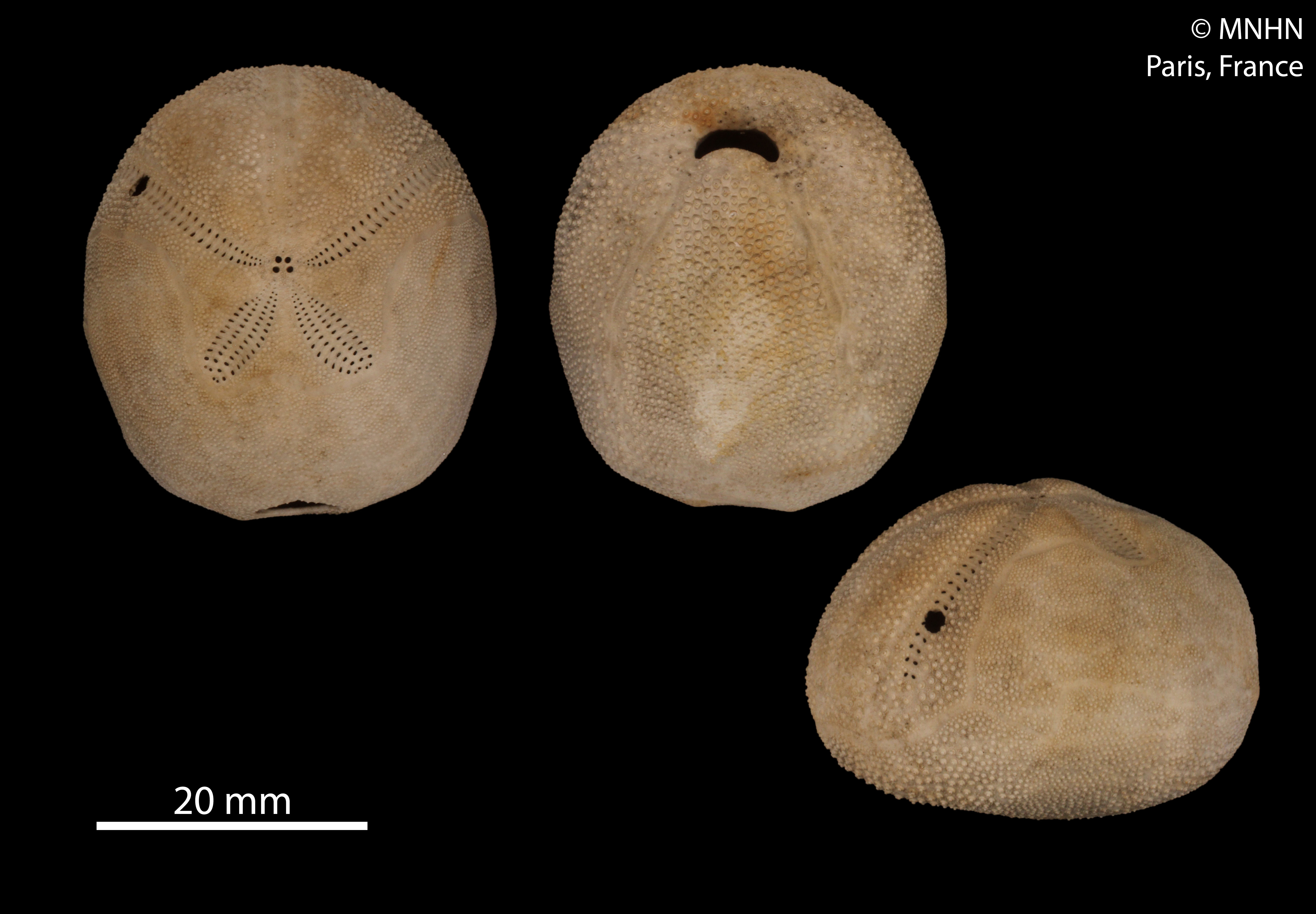
Agassizia scrobiculata, un Prenasteridae
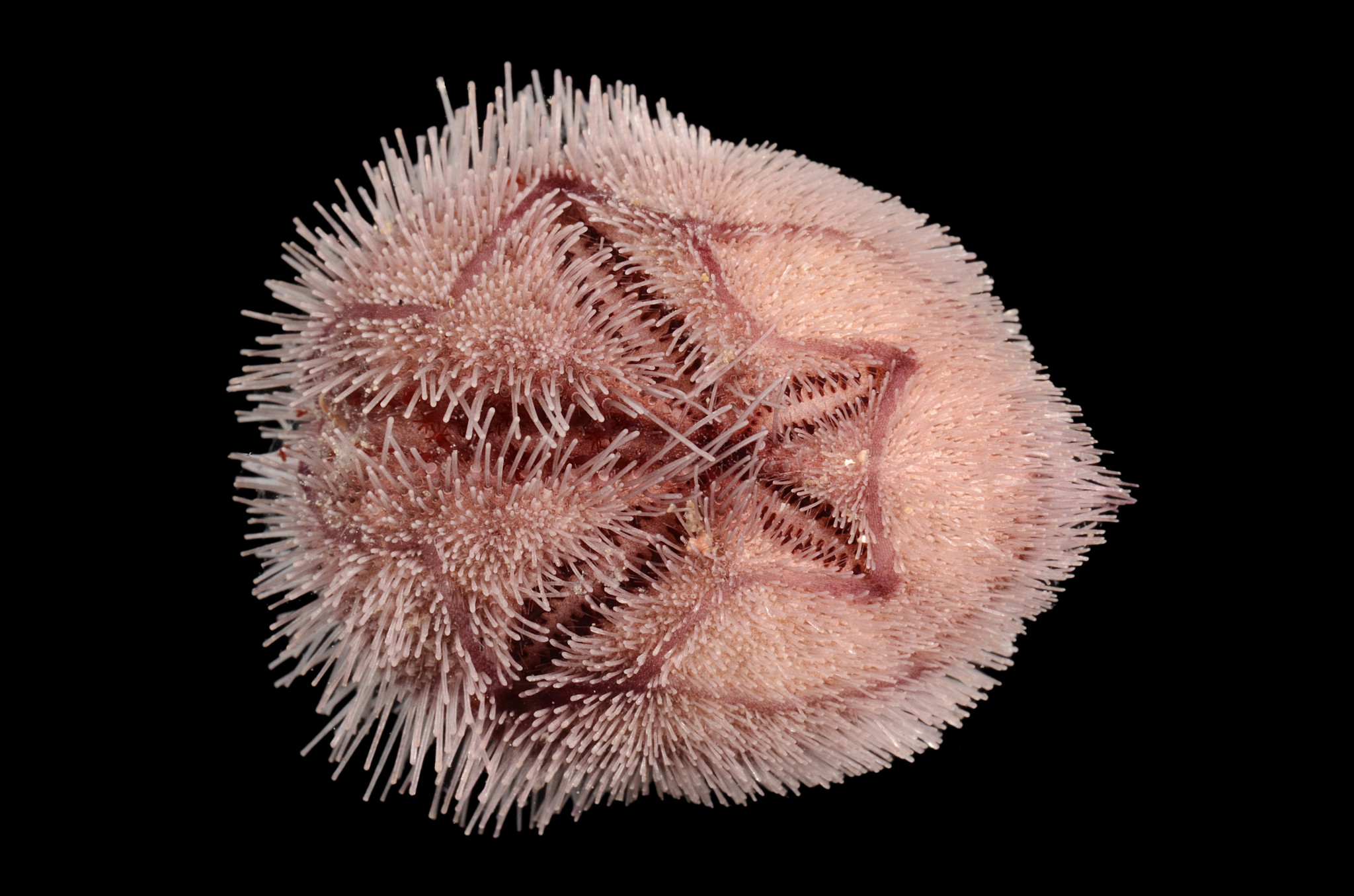
Prymnaster investigatoris, un Schizasteridae
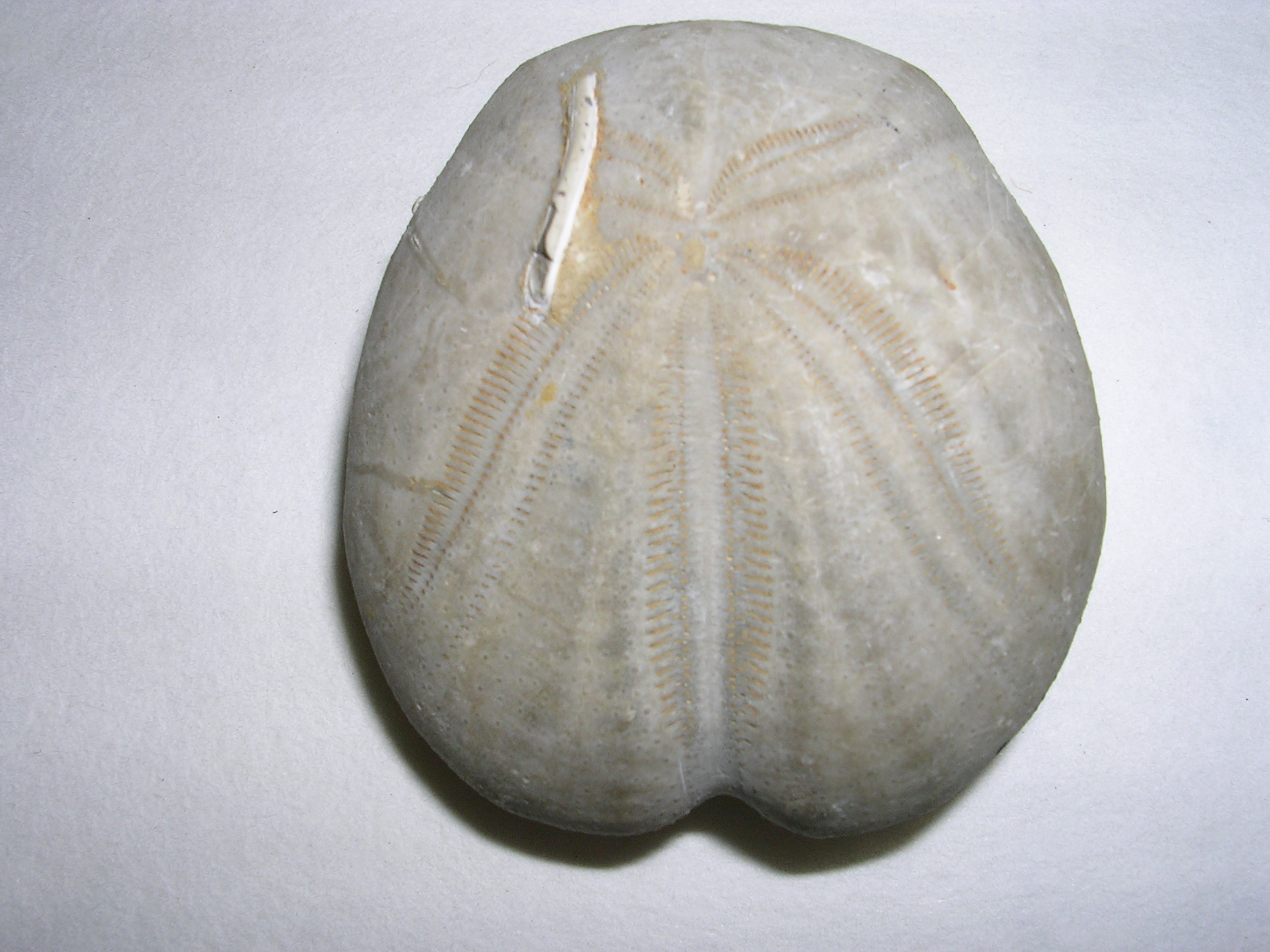
Fossile d'Heteraster oblongus, un Toxasteridae
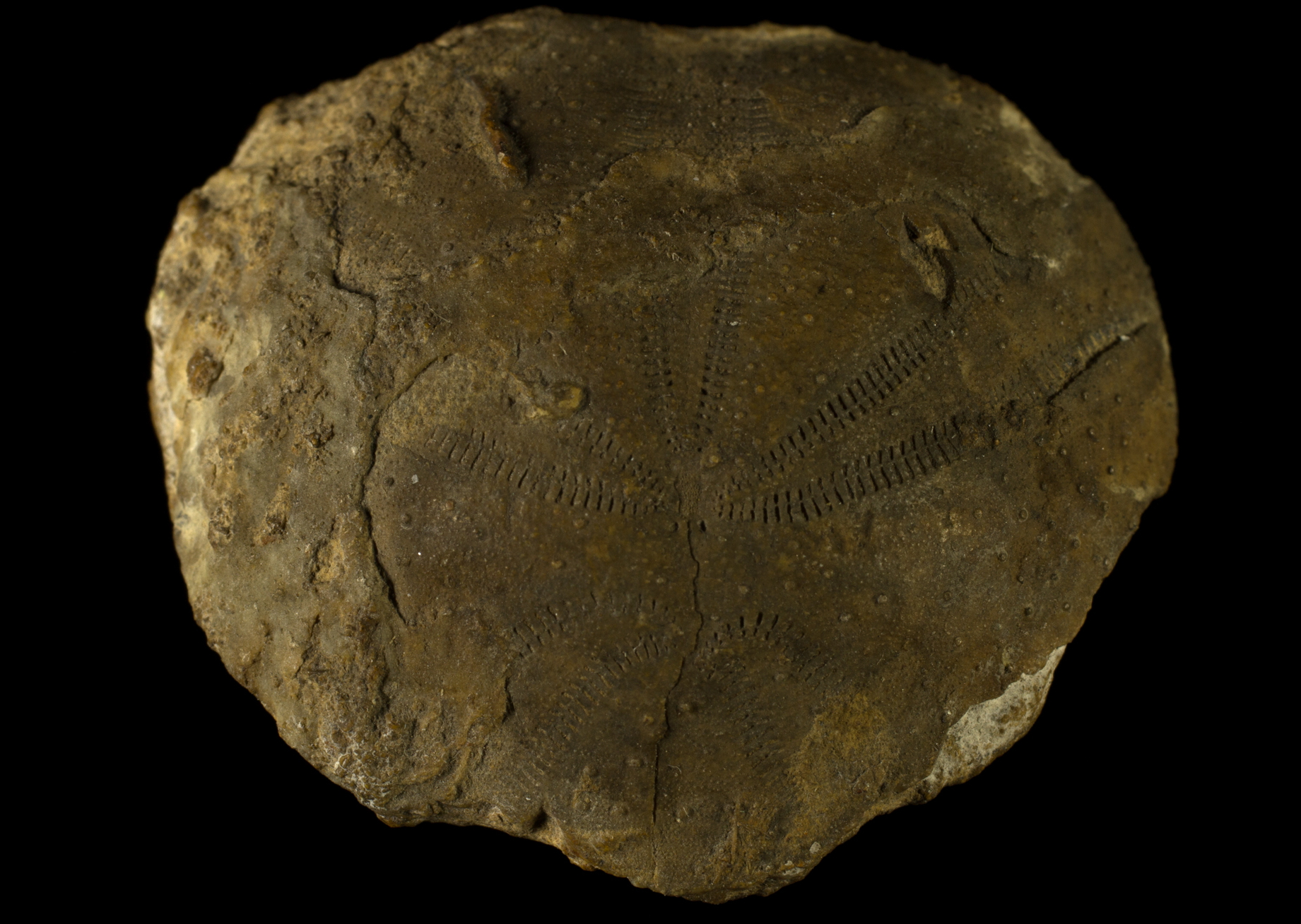
Acrolusia gauthieri, un Acrolusiidae